# Mănăstirea Tutana
Mănăstirea Tutana este un ansamblu de monumente istorice aflat pe teritoriul satului Tutana, comuna Băiculești. În Repertoriul Arheologic Național, monumentul apare cu codul 14236.01.01, 14236.01.06.. Ansamblul este format din patru monumente:
- Biserica „Sf. Atanasie” (cod LMI AG-II-m-A-13821.01)
- Ruine turn clopotniță (cod LMI AG-II-m-A-13821.02)
- Ruine chilii (cod LMI AG-II-m-A-13821.03)
- Zid de incintă (cod LMI AG-II-m-A-13821.04)

## Localizare
Mănăstirea Tutana este localizată în zona de nord-vest a județului Argeș, în apropierea vechii cetăți de scaun a Țării Românești, Curtea de Argeș. Ansamblul monastic Tutana – unul dintre cele mai importante de acest gen din țară, este format din: biserică, turnul-clopotnită, casa domnească a lui Mihnea Turcitul și chiliile situate la limita incintei. 

## Date istorice
Mânâstirea Tutana există – potrivit hrisovului din 1 aprilie 1497 emis de cancelaria domnitorului Radu cel Mare – încă de pe vremea lui Basarab cel Tânăr, domnul Țării Românești (1477-1482), edificarea acestui ansamblu fiind anterioară perioadei menționate, după cum Mihnea cel Rău (1508-1509) spunea: „...tatăl răposatului Mircea voievod, străbunicul domniei mele, care a făcut mănăstirea Tutana mai sus scrisă din temelie”, iar această afirmație este întărită de către specialiștii care recent au efectuat săpături arheologice, susținând și spunând că actuala biserică a fost construită în anul 1582, de către domnitorul Mihnea Turcitul (isprăvnicia lucrărilor fiind încredințată banului Mihai, viitorul domn Mihai Viteazul) pe temelia unei biserici care datează din perioada domniei lui Mircea cei Mare, cel Bătrân.
În anii 1620-1621, au fost refăcute chiliile și zidul de incintă de Radu Mihnea, fiul lui Mihnea Turcitul, iar, între anii 1774-1777, a fost reparată din nou, ca, mai apoi, în 1838, să fie grav avariată, când, din cauza cutremurului din acel an, s-au prăbușit turlele de cărămidă.
Consolidarea întreprinsă între anii 1838-1840 a modificat esențial aspectul bisericii. Turlele au fost reconstruite din lemn, a fost înlăturat zidul despărțitor dintre naos și pronaos, iar tâmpla de zid a fost înlocuită cu una de lemn, adăugându-se pridvorul și reparându-se celelalte clădiri ale ansamblului.
Biserica a fost din nou consolidată între anii 1883-1885, când s-a și executat pentru prima dată pictura de către Costin Petrescu, iar aceasta a fost restaurată în anul 1942 de către pictorul Theodor Petrescu, fiu ai acestei comune, Tutana.
Din ansamblul mănăstiresc, nu se mai păstrează decât Turnul Domnesc – expus prăbușirii – și biserica, ce a fost salvată ca prin minune de Dumnezeu, de seismele din anii 1977 și 1986, care au accentuat degradarea stării de conservare a bisericii – în special –, pereții fiind fisurați de la fundație până în zona cornișei, iar, prin turlele de lemn se infiltrează apele pluviale, biserica nemaiputând fi, în asemenea condiții, utilizată ca lăcaș de cult.
Păstrarea pentru viitorime a acestui valoros monument de arhitectură, implică lucrări de consolidare foarte urgente, la fel și pentru restaurarea lui la care se lucrează din anul 1988 și pentru care lucrări, foarte costisitoare, sunt necesare fonduri considerabile.

### Cercetări arheologice
Până la cercetările arheologice din 1987 se știa, din hrisovul domnitorului Radu cel Mare, emis la 1 aprilie 1497, că mănăstirea Tutana exista pe vremea lui Basarab cei Tânăr, domnul Țării Românești (1477-1482). Săpăturile arheologice efectuate în biserică în anul 1987 au dus la descoperirea fundațiilor lăcașului de plan triconc, compus din altar, naos, pronaos și pridvor pe trei laturi edificat la sfârșitul secolului XIV – începutul secolului XV)

### Zona turnului-clopotniță, mănăstirea Tutana
În anul 1987, din vechiul ansamblu mănăstiresc se mai păstra biserica reconstruită în 1582 de domnitorul Mihnea Turcitul, lăcaș de mir al sătenilor, turnul-clopotniță de pe latura de est construit, între 1774 și 1777, turnul-clopotniță de pe latura de vest datat din secolul XVI, aflat în ruină, și o parte din zidul de incintă ruinat și el în mare parte.
Aflate într-un stadiu avansat de degradare și nemaiprezentând siguranță, turnul-clopotniță și zidul de incintă de pe latura de est au fost demolate în 1989, în vederea reconstruirii lor. Dintre cele trei soluții privind zona de amplasare a noului turn a fost ales locul pe care s-a aflat cel inițial. După demolarea turnului-clopotniță și a zidului de incintă de pe latura de est s-a efectuat de către parohie o dezgolire a fundațiilor, în unele zone până la 1,50 m fiind scoasă la iveală compartimentarea încăperilor existente aici, în trecut. Întrucât, cu ocazia reconstruirii turnului-clopotniță, s-ar fi putut distruge depunerile arheologice, în vara anului 1988 au fost efectuate cercetări în această zonă. De altfel, în timpul decapării efectuate de către parohie, au fost interceptate în zidul turnului-clopotniță, fără a fi distruse, un fragment dintr-un apeduct și părți din fundația unei clădiri de mari dimensiuni.
La început, cercetarea a fost orientată asupra apeductului, fiind dezvelită în întregime porțiunea aflată sub turnul-clopotniță, stabilindu-se traseul și modul de edificare al acestuia. Pornind de la un deal aflat la nord-est de mânăstire, unde desigur se afla cisterna de colectare a apei, apeductul traversează drumul comunal, trece pe sub bolta turnului-clopotniță și se îndreaptă spre încăperile aflate pe latura de sud a ansamblului monahal.
Tot cu ocazia dezgolirii fundațiilor de către parohie, au fost descoperiți – pereții unei pivnițe peste care calcă zidul de sud al turnului-clopotniță. Ca urmare a degajării depunerilor arheologice, a fost scoasă la iveală numai partea de vest a pivniței, cea de est aflându-se la est, de zidul de incintă de pe această latură. Pentru interceptarea peretelui de est al pivniței s-a trasat o mică secțiune în afara mânăstirii, perpendiculară pe zidul de est al incintei. Întrucât secțiunea împiedica accesul în curtea locuitorului ce își avea casa la sud-est de mănăstire, ea a fost practicată numai până la interceptarea acestui perete, fără a ajunge la talpa fundației și la pământul viu.
Cu toate că cercetarea n-a fost completă, datorită faptului că partea de est a pivniței depășește zidul de incintă și se află în curtea unul locuitor, investigația a furnizat destule date care au permis reconstituirea, cu aproximație, a planului clădirii, destinația, datarea ș.a. Ca urmare a acestor investigații, se poate afirma că este vorba de o clădire de formă dreptunghiulară, cu dimensiunile 8.30x5.80m, prevăzută cu pivniță care se întinde sub tot nivelul superior.
Accesul în pivniță se făcea printr-o ușă aflată în partea de nord a peretelui de vest șl la care se ajungea pe un gârlicl. Ușa de intrare în pivniță, cu lățimea de 2.45m, a fost prinsă în stâlpi de lemn fixați în peretele de nord și în zidul de sud ai gârliciului. Spațiul în care a fost fixat stâlpul de sud ai ușii, cu lățimea de 0.20m și adâncimea de 0.20m, se află ia 0.38m de colțul zlduîui ds vest al pivniței, tn partea de nord a peretelui de vest ai pivniței, deasupra pavajului din bolovani, se află în zid o nișă cu lungimea de 0.75m, adâncimea de 0.30m, înălțimea de 0.18m, în care credem că a fost fixat pragul ușii de intrare în pivnița.
Pereții pivniței s-au păstrat, în unele locuri, până la înălțimea de 2m. Întrucât nu se observă, pe pereții păstrați, sistemul de naștere a unor bolți, se consideră că pivnița a fost separată de nivelul superior printr-un planșeu care, cu siguranță, a fost din lemn. Deasupra pivniței se află nivelul superior, fațada clădirii aflându-se, desigur, pe latura de sud. Nu s-au păstrat indicii, asupra compartimentării nivelului superior însă, cu certitudine, el a servit ca spațiu de locuit. Pentru această destinație, pledează numeroasele cahle găsite în umplutura pivniței care proveneau, desigur, de la o sobă situată la acel nivel.
Cahlele de la Tutana, confecționate din pastă ordinară, omogenă și bine frământată, au fost arse în cuptoare de olar obișnuite, după procedeul arderii oxidante, fapt care a dat tuturor pieselor o culoare roșie cărămizie.
În privința formei sau a rolului pe care cahlele l-au avut în corpul sobei, se disting patru categorii. Astfel, o primă categorie o constituie cahlele dreptunghiulare cu fața plină, decorate cu diferite motive: vreji și palmete, Sf. Gheorghe, cercuri cu protuberanțe în câmp ș.a. Al doilea tip îl constituie cahlele dreptunghiulare cu fața traforată, al treilea tip – cele de coronament, iar al patrulea – cahlele oală, de formă pătrată, cu picior tronconic. Din păcate, decât o singură cahlă, aparținând tipului I și decorată cu vreji și palmete, cu dimensiunile 23x18 cm, a putut fi întregită, deși nu total, restul păstrându-se fragmentar.
Limitată numai la zona turnului-clopotniță de pe latura de est, cercetarea întreprinsă în 1990 a oferit date privind trecutul acestui lăcaș și permite reconstruirea turnului, fără a mai exista riscul distrugerii depunerilor arheologice în timpul edificării lui.